# Gősfa
Gősfa là một thị trấn thuộc hạt Zala, Hungary. Thị trấn này có diện tích 10,45 km², dân số năm 2010 là 322 người, mật độ 31 người/km².